# Bugaj (powiat pińczowski)
Bugaj – wieś sołecka w Polsce, położona w województwie świętokrzyskim, w powiecie pińczowskim, w gminie Pińczów}.
| SIMC    | Nazwa   | Rodzaj      |
| ------- | ------- | ----------- |
| 0262792 | Dębina  | przysiółek  |
| 0262800 | Gajówka | osada leśna |

W latach 1975–1998 miejscowość należała administracyjnie do województwa kieleckiego.
Według spisu powszechnego z roku 1921 w miejscowościach: Bugaj folwark było 3 domy i 65 mieszkańców,Bugaj leśniczówka	1 dom i 15 mieszkańców, Bugaj przysiółek	10 domów i 46 mieszkańców.

## Urodzeni w Bugaju
- Jerzy Bukowski – polski aeromechanik, profesor i dwukrotnie rektor Politechniki Warszawskiej, konstruktor śmigieł, specjalista w zakresie budowy samolotów i teorii śmigła, poseł na Sejm PRL. Budowniczy Polski Ludowej[8].